# Raquel Barrientos
Raquel Barrientos (27 de mayo de 1974) es una deportista española que compitió en judo. Ganó una medalla en el Campeonato Mundial de Judo de 1997 y cuatro medallas en el Campeonato Europeo de Judo entre los años 1994 y 1998.

## Palmarés internacional
| Campeonato Mundial | Campeonato Mundial       | Campeonato Mundial | Campeonato Mundial |
| Año                | Lugar                    | Medalla            | Categoría          |
| ------------------ | ------------------------ | ------------------ | ------------------ |
| 1997               | París (Francia)          | Medalla de plata   | Abierta            |
| Campeonato Europeo |                          |                    |                    |
| Año                | Lugar                    | Medalla            | Categoría          |
| 1994               | Gdańsk (Polonia)         | Medalla de bronce  | +72 kg             |
| 1995               | Birmingham (Reino Unido) | Medalla de bronce  | Abierta            |
| 1997               | Ostende (Bélgica)        | Medalla de bronce  | Abierta            |
| 1998               | Oviedo (España)          | Medalla de plata   | +78 kg             |